# Nova Reticuli 2020
Nova Reticuli 2020 è una nova, visibile ad occhio nudo, sita nella costellazione del Reticolo, scoperta il 15 luglio 2020. In precedenza era nota come oggetto di tipo VY Sculptoris con designazione di stella variabile MGAB-V207.

## Osservazione
La nova è visibile nell'emisfero australe come oggetto di magnitudine all'incirca +5, fra le stelle Alfa Doradus (volgendo lo sguardo circa 5° verso ovest rispetto alla stella) e Gamma Doradus  (circa 4,25° a sud-ovest da quest'ultima). Può essere vista ad occhio nudo solo in aree con scarso inquinamento luminoso al di fuori delle grandi aree urbane, altrimenti è necessario un piccolo binocolo o telescopio.

## Storia delle osservazioni
La variabilità dell'oggetto è stata scoperta per la prima volta dall'astronomo dilettante Gabriel Murawski e riportata il 6 agosto 2019 con il nome MGAB-V207. I dati di fotometria d'archivio del Catalina Real-time Transient Survey e ASAS-SN hanno mostrato variazioni di luminosità simili ad una nova (NL, nova-like) tra le magnitudini 15,8 e 17,0, mostrando un evento di oscuramento profondo alla fine del 2006. Lo spettro mostra all'origine una subnana di tipo B (sdB) o una nana bianca, che è coerente con gli oggetti di tipo VY Scl.

## Caratteristiche ed esplosione
Il 15 luglio 2020 Robert H. McNaught ha scoperto un transiente luminoso (magnitudine 5,3) coincidente con la posizione di MGAB-V207 e il 16 luglio è stato confermato spettroscopicamente dal Southern African Large Telescope (SALT) come una nova classica.
Nello spettro sono presenti serie di Balmer, linee di emissione OI e Fe II con profili P Cygni. L'analisi dello spettro dalle osservazioni dell'Advanced Technology Telescope ha rivelato una somiglianza con Nova Sagittarii 1991, tre giorni dopo la massima luminosità. Le immagini precovery mostrano che il picco di luminosità è avvenuto il 9 luglio 2020 alla magnitudine +3,7. Nei giorni successivi alla scoperta, la nova si è attenuata di 0,2-0,3 magnitudini al giorno. Questo è il terzo caso in cui una variabile cataclismica già nota ha subito un'eruzione classica di nova, dopo V407 Cygni e V392 Persei.